# 유영객
초이왕 유영객(楚夷王 劉郢客, ? ~ 기원전 175년)은 전한 초기의 황족 제후왕으로, 고제의 동생 초원왕의 아들이다.

## 일대기
고황후 치하에서 종정을 지내고 상비후(上邳侯)에 봉해졌다. 초원왕이 죽자, 태자 유벽비가 일찍 죽었으므로 초원왕의 후사가 되었다. 재위 4년 만에 죽어 아들 무가 뒤를 이었다.

## 가계
- 초원왕 유교 (아버지)
  - 유벽비 (형)
  - 초이왕 유영객
    - 초왕 유무 (아들)

  - 초문왕 유례 (아우)
  - 홍의후 유부 (아우)
  - 심유이후 유세 (아우)
  - 완구후 유예 (아우)
  - 극락경후 유조 (아우)